# Costantino Favasuli
Costantino Favasuli, né le 26 avril 2004 à Reggio de Calabre en Italie, est un footballeur italien, qui évolue au poste d'arrière gauche ou de milieu de terrain au SSC Bari, en prêt de l'ACF Fiorentina.

## Biographie

### En club
Né à Reggio de Calabre en Italie, Costantino Favasuli commence le football à l'ASD Segato avant de rejoindre l'ACF Fiorentina où il poursuit sa formation. Avec l'équipe de Primavera du club il remporte notamment la coupe d'Italie et la supercoupe d'Italie en 2020. Il signe son premier contrat professionnel avec la Fiorentina en août 2022, étant alors lié au club jusqu'en juin 2025, avec une année supplémentaire en option.
Le 5 août 2023, Costantino Favasuli est prêté en même temps que son coéquipier Lorenzo Lucchesi à la Ternana Calcio pour une saison, club évoluant alors en Serie B. C'est avec ce club qu'il joue son premier match en professionnel, le 13 août 2023, lors d'une rencontre de coupe d'Italie face à l'US Salernitana. Il est titularisé au milieu de terrain et son équipe est battue par un but à zéro.
Le 5 juillet 2024, Favasuli est de nouveau prêté pour une saison, cette fois au SSC Bari. Le club dispose d'une option d'achat sur le joueur.

### En sélection
Costantino Favasuli représente l'Italie en sélection, jouant notamment deux matchs avec les moins de 19 ans en 2022.